# Asamblea Constituyente de Bolivia de 2006
La Asamblea Constituyente de Bolivia de 2006 fue una asamblea constituyente que empezó el 6 de agosto de 2006 en Sucre, con el propósito de redactar una nueva constitución. La Asamblea aprobó la nueva Constitución Política el 10 de diciembre de 2007. Se la puso a un referéndum constitucional, y la nueva Constitución Política entró en vigencia el 7 de febrero de 2009. Esta Asamblea Constituyente fue la primera que se realizó desde la Asamblea Constituyente de 1944.

## Antecedentes
Tras la Masacre de Octubre en el año 2003, lo que ocasionó la renuncia y huida del presidente Gonzalo Sánchez de Lozada, los pedidos de la población boliviana se acrecentaron y  se transformaron en un clamor nacional, en cuanto a un Referéndum sobre los hidrocarburos y una Asamblea Constituyente; por lo que le correspondió al presidente Carlos Mesa llevar adelante una reforma de la Constitución, con la promulgación de la Ley 2650, legitimando el mecanismo de la Asamblea Constituyente para poder realizar una reforma total de la Constitución de Bolivia de 1967. Por lo que el 20 de febrero de 2004, se promulgó la reforma a la Constitución que incluyó como mecanismos de deliberación y gobierno del pueblo a la Asamblea Constituyente, la Iniciativa Legislativa Ciudadana y el Referendo, lo cual permitía una reforma mucho más importante que en 1995, que solamente reconocía a Bolivia como una nación multicultural y pluriétnica.
Fue en 2005, durante el gobierno de Eduardo Rodríguez Veltzé que se promulgó la Ley 3091, ley que convocó a las elecciones de los integrantes de la Asamblea Constituyente; y en 2006 mediante Ley 3364 se convocó el inició de la Asamblea Constituyente y designó elecciones uninominales por los 70 distritos utilizados por la Cámara de Diputados, y elecciones plurinominales de cinco electores de cada departamento.

## Elecciones
El 2 de julio de 2006 en el gobierno de Evo Morales, que se celebraron las elecciones de asambleístas constituyentes, donde se eligieron los 255 integrantes de la Asamblea Constituyente encargada de redactar una nueva constitución y dirimir sobre la concepción de autonomías regionales en la futura constitución.
En estas elecciones el partido del presidente Evo Morales Ayma, Movimiento al Socialismo - Instrumento Político Para La Soberanía De Los Pueblos (MAS-IPSP) obtuvo 137 escaños, pero no los dos tercios suficientes para aprobar la futura carta fundamental sin pactar con otras fuerzas.

### Elecciones por circunscripción departamental
| Partido                                   | Partido                                                                       | Votación por circunscripción territorial | Votación por circunscripción territorial | Votación por circunscripción territorial | Votación por circunscripción territorial | Votación por circunscripción territorial | Votación por circunscripción territorial | Votación por circunscripción territorial | Votación por circunscripción territorial | Votación por circunscripción territorial | Votación por circunscripción territorial |
| Partido                                   | Partido                                                                       | Chuquisaca                               | La Paz                                   | Cochabamba                               | Oruro                                    | Potosí                                   | Tarija                                   | Santa Cruz                               | Beni                                     | Pando                                    | Bolivia                                  |
| ----------------------------------------- | ----------------------------------------------------------------------------- | ---------------------------------------- | ---------------------------------------- | ---------------------------------------- | ---------------------------------------- | ---------------------------------------- | ---------------------------------------- | ---------------------------------------- | ---------------------------------------- | ---------------------------------------- | ---------------------------------------- |
|                                           | Acción Democrática Nacionalista                                               | 2719                                     | 7740                                     | 3661                                     | 1460                                     | 2150                                     | 1175                                     | –                                        | –                                        | –                                        | 18 905                                   |
|                                           | Frente de Unidad Nacional                                                     | 7205                                     | 109 677                                  | 40 576                                   | 4996                                     | 6715                                     | 4641                                     | 9612                                     | 3225                                     | 1059                                     | 187 706                                  |
|                                           | Unidad Cívica Solidaridad                                                     | 2 064                                    | 9 287                                    | –                                        | 1 399                                    | –                                        | –                                        | –                                        | –                                        | –                                        | 12 750                                   |
|                                           | Movimiento de Izquierda Revolucionaria-Nueva Mayoría                          | 6 748                                    | 4 458                                    | 3 668                                    | 4 174                                    | 3 429                                    | 6 898                                    | 5 828                                    | 4 420                                    | 360                                      | 39 983                                   |
|                                           | Movimiento al Socialismo-Instrumento Político por la Soberanía de los Pueblos | 74 979                                   | 561 009                                  | 286 143                                  | 82 859                                   | 86 189                                   | 46 292                                   | 159 205                                  | 19 329                                   | 6 651                                    | 1 322 656                                |
|                                           | Movimiento Bolivia Libre                                                      | 10 390                                   | 4 354                                    | 7 500                                    | –                                        | 2 088                                    | 1 138                                    | 2 188                                    | –                                        | –                                        | 27 658                                   |
|                                           | Movimiento Nacionalista Revolucionario                                        | 4 694                                    | 13 615                                   | 5 986                                    | 4 324                                    | 4 337                                    | –                                        | –                                        | 25 290                                   | 993                                      | 59 239                                   |
|                                           | Poder Democrático Social                                                      | 20 737                                   | 66 019                                   | 76 194                                   | 11 268                                   | 15 300                                   | 15 524                                   | 149 264                                  | 36 716                                   | 8 646                                    | 399 668                                  |
|                                           | Movimiento AYRA                                                               | –                                        | 3 841                                    | 2 622                                    | 1 413                                    | 1 305                                    | 2 219                                    | 1 267                                    | –                                        | –                                        | 12 667                                   |
|                                           | Transformación Democrática Patriótica                                         | –                                        | 8 293                                    | 20 489                                   | 1 628                                    | 2 410                                    | –                                        | 3 443                                    | 1 499                                    | 162                                      | 37 684                                   |
|                                           | Concertación Nacional                                                         | 8 293                                    | 26 435                                   | 22 901                                   | 12 649                                   | –                                        | –                                        | 22 970                                   | –                                        | –                                        | 93 248                                   |
|                                           | Alianza Social Patriótica                                                     | –                                        | 63 565                                   | –                                        | –                                        | –                                        | –                                        | –                                        | –                                        | –                                        | 63 565                                   |
|                                           | Convergencia Democrática Ciudadana                                            | –                                        | –                                        | 4 247                                    | –                                        | –                                        | –                                        | –                                        | –                                        | –                                        | 4 247                                    |
|                                           | Alianza de Bases                                                              | –                                        | –                                        | –                                        | 1 645                                    | –                                        | –                                        | –                                        | –                                        | –                                        | 1 645                                    |
|                                           | Movimiento Ciudadano Regional San Felipe de Austria                           | –                                        | –                                        | –                                        | 3 992                                    | –                                        | –                                        | –                                        | –                                        | –                                        | 3 992                                    |
|                                           | Movimiento de Integración Boliviana                                           | –                                        | –                                        | –                                        | 2 486                                    | –                                        | –                                        | –                                        | –                                        | –                                        | 2 486                                    |
|                                           | Movimiento de Integración Boliviana                                           | –                                        | –                                        | –                                        | 1 869                                    | –                                        | –                                        | –                                        | –                                        | –                                        | 1 869                                    |
|                                           | Alianza Social                                                                | –                                        | –                                        | –                                        | –                                        | 20 970                                   | –                                        | –                                        | –                                        | –                                        | 20 970                                   |
|                                           | Movimiento Originario Popular                                                 | –                                        | –                                        | –                                        | –                                        | 12 309                                   | –                                        | –                                        | –                                        | –                                        | 12 309                                   |
|                                           | Movimiento Nacionalista Revolucionario-Frente Revolucionario de Izquierda     | –                                        | –                                        | –                                        | –                                        | –                                        | 35 580                                   | –                                        | –                                        | –                                        | 35 580                                   |
|                                           | Movimiento de Acción Ciudadana                                                | –                                        | –                                        | –                                        | –                                        | –                                        | –                                        | 8 903                                    | –                                        | –                                        | 8 903                                    |
|                                           | Autonomías Para Bolivia                                                       | –                                        | –                                        | –                                        | –                                        | –                                        | –                                        | 57 906                                   | –                                        | –                                        | 57 906                                   |
|                                           | Alternativa de Soluciones Independientes                                      | –                                        | –                                        | –                                        | –                                        | –                                        | –                                        | 56 907                                   | –                                        | –                                        | 56 907                                   |
|                                           | Movimiento Nacionalista Revolucionario-A3                                     | –                                        | –                                        | –                                        | –                                        | –                                        | –                                        | 101 753                                  | –                                        | –                                        | 101 753                                  |
|                                           | Alianza Andrés Ibáñez                                                         | –                                        | –                                        | –                                        | –                                        | –                                        | –                                        | 23 342                                   | –                                        | –                                        | 23 342                                   |
| Votos válidos                             | Votos válidos                                                                 | 137 829                                  | 878 053                                  | 473 987                                  | 136 162                                  | 157 202                                  | 113 467                                  | 602 588                                  | 90 479                                   | 17 871                                   | 2 607 638                                |
| Votos en blanco                           | Votos en blanco                                                               | 30 108                                   | 122 140                                  | 69 631                                   | 30 872                                   | 52 319                                   | 30 173                                   | 66 680                                   | 13 245                                   | 2 231                                    | 417 399                                  |
| Votos nulos                               | Votos nulos                                                                   | 7 620                                    | 30 684                                   | 24 031                                   | 7 857                                    | 10 978                                   | 5 024                                    | 20 009                                   | 1 914                                    | 448                                      | 108 565                                  |
| Total de votos emitidos                   | Total de votos emitidos                                                       | 175 557                                  | 1 030 877                                | 567 649                                  | 174 891                                  | 220 499                                  | 148 664                                  | 689 277                                  | 105 638                                  | 20 550                                   | 3 133 602                                |
| Inscritos                                 | Inscritos                                                                     | 211 170                                  | 1 191 901                                | 662 219                                  | 201 267                                  | 275 281                                  | 179 165                                  | 838 846                                  | 128 836                                  | 24 691                                   | 3 713 376                                |
| Abstención                                | Abstención                                                                    | 35 613                                   | 161 024                                  | 94 570                                   | 26 376                                   | 54 782                                   | 30 501                                   | 149 569                                  | 23 198                                   | 4 141                                    | 579 774                                  |
| Fuente: Atlas Electoral de Bolivia Tomo I |                                                                               |                                          |                                          |                                          |                                          |                                          |                                          |                                          |                                          |                                          |                                          |

### Elecciones por circunscripción territorial
| Partido                                   | Partido                                                                       | Votación por circunscripción territorial | Votación por circunscripción territorial | Votación por circunscripción territorial | Votación por circunscripción territorial | Votación por circunscripción territorial | Votación por circunscripción territorial | Votación por circunscripción territorial | Votación por circunscripción territorial | Votación por circunscripción territorial | Votación por circunscripción territorial |
| Partido                                   | Partido                                                                       | Chuquisaca                               | La Paz                                   | Cochabamba                               | Oruro                                    | Potosí                                   | Tarija                                   | Santa Cruz                               | Beni                                     | Pando                                    | Bolivia                                  |
| ----------------------------------------- | ----------------------------------------------------------------------------- | ---------------------------------------- | ---------------------------------------- | ---------------------------------------- | ---------------------------------------- | ---------------------------------------- | ---------------------------------------- | ---------------------------------------- | ---------------------------------------- | ---------------------------------------- | ---------------------------------------- |
|                                           | Acción Democrática Nacionalista                                               | 3 229                                    | 9 635                                    | 4 965                                    | 1 339                                    | 2 468                                    | 1 039                                    | –                                        | –                                        | –                                        | 22 675                                   |
|                                           | Frente de Unidad Nacional                                                     | 5 949                                    | 75 949                                   | 44 257                                   | 7 133                                    | 6 660                                    | 10 614                                   | 14 165                                   | 3 849                                    | 957                                      | 169 533                                  |
|                                           | Unidad Cívica Solidaridad                                                     | 2 453                                    | 9 628                                    | –                                        | 1 990                                    | –                                        | –                                        | –                                        | –                                        | –                                        | 14 071                                   |
|                                           | Movimiento de Izquierda Revolucionaria-Nueva Mayoría                          | 6 748                                    | 4 458                                    | 3 668                                    | 4 174                                    | 3 429                                    | 6 898                                    | 5 828                                    | 4 420                                    | 360                                      | 39 983                                   |
|                                           | Movimiento al Socialismo-Instrumento Político por la Soberanía de los Pueblos | 76 926                                   | 589 903                                  | 263 880                                  | 86 017                                   | 89 271                                   | 42 511                                   | 168 675                                  | 20 123                                   | 6 558                                    | 1 343 864                                |
|                                           | Movimiento Bolivia Libre                                                      | 14 696                                   | 10 775                                   | 29 604                                   | –                                        | 2 928                                    | 1 253                                    | 2 450                                    | –                                        | –                                        | 61 706                                   |
|                                           | Movimiento Nacionalista Revolucionario                                        | 4 794                                    | 15 192                                   | 6 916                                    | 3 297                                    | 5 388                                    | –                                        | –                                        | 26 943                                   | 777                                      | 63 307                                   |
|                                           | Poder Democrático Social                                                      | 19 507                                   | 74 643                                   | 78 252                                   | 11 721                                   | 20 750                                   | 15 180                                   | 157 356                                  | 36 667                                   | 9 136                                    | 423 212                                  |
|                                           | Movimiento AYRA                                                               | –                                        | 8 429                                    | 3 785                                    | 2 557                                    | 1 680                                    | 783                                      | 2 069                                    | –                                        | –                                        | 19 303                                   |
|                                           | Transformación Democrática Patriótica                                         | –                                        | 11 686                                   | 9 399                                    | 2 069                                    | 2 893                                    | –                                        | 5 493                                    | 916                                      | 189                                      | 32 645                                   |
|                                           | Concertación Nacional                                                         | 7 599                                    | 36 241                                   | 24 284                                   | 5 581                                    | –                                        | –                                        | 22 851                                   | –                                        | –                                        | 97 256                                   |
|                                           | Alianza Social Patriótica                                                     | –                                        | 32 807                                   | –                                        | –                                        | –                                        | –                                        | –                                        | –                                        | –                                        | 32 807                                   |
|                                           | Convergencia Democrática Ciudadana                                            | –                                        | –                                        | 5 617                                    | –                                        | –                                        | –                                        | –                                        | –                                        | –                                        | 5 617                                    |
|                                           | Alianza de Bases                                                              | –                                        | –                                        | –                                        | 1 969                                    | –                                        | –                                        | –                                        | –                                        | –                                        | 1 969                                    |
|                                           | Movimiento Ciudadano Regional San Felipe de Austria                           | –                                        | –                                        | –                                        | 6 453                                    | –                                        | –                                        | –                                        | –                                        | –                                        | 6 453                                    |
|                                           | Movimiento de Integración Boliviana                                           | –                                        | –                                        | –                                        | 2 210                                    | –                                        | –                                        | –                                        | –                                        | –                                        | 2 210                                    |
|                                           | Movimiento de Integración Boliviana                                           | –                                        | –                                        | –                                        | 3 121                                    | –                                        | –                                        | –                                        | –                                        | –                                        | 3 121                                    |
|                                           | Alianza Social                                                                | –                                        | –                                        | –                                        | –                                        | 24 502                                   | –                                        | –                                        | –                                        | –                                        | 24 502                                   |
|                                           | Movimiento Originario Popular                                                 | –                                        | –                                        | –                                        | –                                        | 10 779                                   | –                                        | –                                        | –                                        | –                                        | 10 779                                   |
|                                           | Movimiento Nacionalista Revolucionario-Frente Revolucionario de Izquierda     | –                                        | –                                        | –                                        | –                                        | –                                        | 38 398                                   | –                                        | –                                        | –                                        | 38 398                                   |
|                                           | Movimiento de Acción Ciudadana                                                | –                                        | –                                        | –                                        | –                                        | –                                        | –                                        | 12 884                                   | –                                        | –                                        | 12 884                                   |
|                                           | Autonomías Para Bolivia                                                       | –                                        | –                                        | –                                        | –                                        | –                                        | –                                        | 83 442                                   | –                                        | –                                        | 83 442                                   |
|                                           | Alternativa de Soluciones Independientes                                      | –                                        | –                                        | –                                        | –                                        | –                                        | –                                        | 31 217                                   | –                                        | –                                        | 31 217                                   |
|                                           | Movimiento Nacionalista Revolucionario-A3                                     | –                                        | –                                        | –                                        | –                                        | –                                        | –                                        | 55 032                                   | –                                        | –                                        | 55 032                                   |
|                                           | Alianza Andrés Ibáñez                                                         | –                                        | –                                        | –                                        | –                                        | –                                        | –                                        | 34 105                                   | –                                        | –                                        | 34 105                                   |
| Votos válidos                             | Votos válidos                                                                 | 140 152                                  | 879 801                                  | 475 820                                  | 139 724                                  | 170 187                                  | 119 697                                  | 596 700                                  | 93 218                                   | 17 841                                   | 2 633 140                                |
| Votos en blanco                           | Votos en blanco                                                               | 27 648                                   | 119 769                                  | 65 355                                   | 27 510                                   | 38 796                                   | 24 030                                   | 69 270                                   | 10 267                                   | 2 249                                    | 384 894                                  |
| Votos nulos                               | Votos nulos                                                                   | 7 509                                    | 31 046                                   | 25 623                                   | 7 627                                    | 11 508                                   | 5 055                                    | 21 517                                   | 1 831                                    | 441                                      | 112 157                                  |
| Total de votos emitidos                   | Total de votos emitidos                                                       | 175 309                                  | 1 030 616                                | 566 798                                  | 174 861                                  | 220 491                                  | 148 782                                  | 687 487                                  | 105 316                                  | 20 531                                   | 3 130 191                                |
| Inscritos                                 | Inscritos                                                                     | 211 170                                  | 1 191 901                                | 662 219                                  | 201 267                                  | 275 281                                  | 179 165                                  | 838 846                                  | 128 836                                  | 24 691                                   | 3 713 376                                |
| Abstención                                | Abstención                                                                    | 35 861                                   | 161 285                                  | 95 421                                   | 26 406                                   | 54 790                                   | 30 383                                   | 151 359                                  | 23 520                                   | 4 160                                    | 583 185                                  |
| Fuente: Atlas Electoral de Bolivia Tomo I |                                                                               |                                          |                                          |                                          |                                          |                                          |                                          |                                          |                                          |                                          |                                          |

### Asignación de representantes
|                                                                 |                                                                               |            |            |         |         |            |            |         |         |         |         |         |         |            |            |         |         |         |         |         |         |         |
| Partido                                                         | Partido                                                                       | Escaños    | Escaños    | Escaños | Escaños | Escaños    | Escaños    | Escaños | Escaños | Escaños | Escaños | Escaños | Escaños | Escaños    | Escaños    | Escaños | Escaños | Escaños | Escaños | Escaños | Escaños | Escaños |
| Partido                                                         | Partido                                                                       | Chuquisaca | Chuquisaca | La Paz  | La Paz  | Cochabamba | Cochabamba | Oruro   | Oruro   | Potosí  | Potosí  | Tarija  | Tarija  | Santa Cruz | Santa Cruz | Beni    | Beni    | Pando   | Pando   | Bolivia | Bolivia | Bolivia |
| Partido                                                         | Partido                                                                       | D          | T          | D       | T       | D          | T          | D       | T       | D       | T       | D       | T       | D          | T          | D       | T       | D       | T       | D       | T       | Total   |
|                                                                 | Movimiento al Socialismo-Instrumento Político por la Soberanía de los Pueblos | 2          | 12         | 2       | 30      | 3          | 20         | 3       | 10      | 2       | 16      | 2       | 8       | 2          | 18         | 1       | 2       | 1       | 3       | 18      | 119     | 137     |
|                                                                 | Poder Democrático Social                                                      | 1          | 4          | 1       | 6       | 1          | 5          | 1       | 2       | 1       | 1       | 1       | 0       | 1          | 17         | 2       | 8       | 2       | 6       | 11      | 49      | 60      |
|                                                                 | Movimiento Bolivia Libre                                                      | 1          | 2          |         |         | 0          | 5          |         |         |         |         |         |         |            |            |         |         |         |         | 1       | 7       | 8       |
|                                                                 | Movimiento Nacionalista Revolucionario                                        |            |            |         |         |            |            |         |         |         |         |         |         |            |            | 2       | 5       | 1       | 0       | 3       | 5       | 8       |
|                                                                 | Movimiento Nacionalista Revolucionario-Frente Revolucionario de Izquierda     |            |            |         |         |            |            |         |         |         |         | 1       | 7       |            |            |         |         |         |         | 1       | 7       | 8       |
|                                                                 | Frente de Unidad Nacional                                                     |            |            | 1       | 5       | 1          | 0          |         |         |         |         |         |         |            |            |         |         | 1       | 0       | 3       | 5       | 8       |
|                                                                 | Alianza Social                                                                |            |            |         |         |            |            |         |         | 1       | 5       |         |         |            |            |         |         |         |         | 1       | 5       | 6       |
|                                                                 | Concertación Nacional                                                         | 1          | 0          | 0       | 2       |            |            | 1       | 1       |         |         |         |         |            |            |         |         |         |         | 2       | 3       | 5       |
|                                                                 | Autonomías Para Bolivia                                                       |            |            |         |         |            |            |         |         |         |         |         |         | 1          | 2          |         |         |         |         | 1       | 2       | 3       |
|                                                                 | Movimiento Originario Popular                                                 |            |            |         |         |            |            |         |         | 1       | 2       |         |         |            |            |         |         |         |         | 1       | 2       | 3       |
|                                                                 | Movimiento Nacionalista Revolucionario-A3                                     |            |            |         |         |            |            |         |         |         |         |         |         | 1          | 1          |         |         |         |         | 1       | 1       | 2       |
|                                                                 | Alianza Social Patriótica                                                     |            |            | 1       | 1       |            |            |         |         |         |         |         |         |            |            |         |         |         |         | 1       | 1       | 2       |
|                                                                 | Movimiento AYRA                                                               |            |            | 0       | 1       |            |            | 0       | 1       |         |         |         |         |            |            |         |         |         |         | 0       | 2       | 2       |
|                                                                 | Alianza Andrés Ibáñez                                                         |            |            |         |         |            |            |         |         |         |         |         |         | 0          | 1          |         |         |         |         | 0       | 1       | 1       |
|                                                                 | Movimiento Ciudadano Regional San Felipe de Austria                           |            |            |         |         |            |            | 0       | 1       |         |         |         |         |            |            |         |         |         |         | 0       | 1       | 1       |
|                                                                 | Movimiento de Izquierda Revolucionaria-Nueva Mayoría                          |            |            |         |         |            |            |         |         |         |         | 1       | 0       |            |            |         |         |         |         | 1       | 0       | 1       |
| Total                                                           | Total                                                                         | 5          | 18         | 5       | 45      | 5          | 30         | 5       | 15      | 5       | 24      | 5       | 15      | 5          | 39         | 5       | 15      | 5       | 9       | 45      | 210     | 255     |
| Total                                                           | Total                                                                         | 23         | 23         | 50      | 50      | 35         | 35         | 20      | 20      | 29      | 29      | 20      | 20      | 44         | 44         | 20      | 20      | 14      | 14      | 255     | 255     | 255     |
| D: Circunscripción Departamental T: Circunscripción Territorial |                                                                               |            |            |         |         |            |            |         |         |         |         |         |         |            |            |         |         |         |         |         |         |         |
| Fuente: Atlas Electoral de Bolivia Tomo I                       |                                                                               |            |            |         |         |            |            |         |         |         |         |         |         |            |            |         |         |         |         |         |         |         |

## Instalación
El 6 de agosto de 2006 se instaló por primera vez en Sucre la Asamblea Constituyente. Aunque el 30 de agosto de 2006, es cuando empezó a sesionar. Cumplió nueve meses antes de redactar el primer artículo de la nueva Constitución Política del Estado. En noviembre de 2007, las sesiones de la Asamblea Constituyente fueron trasladadas al Liceo Militar de La Glorieta.
Finalmente, fue aprobada orgánicamente la Nueva Constitución Política del Estado el 26 de diciembre de 2007 en la ciudad de Oruro, por 164 de los 255 asambleístas constituyentes, en medio de una crisis por el desconocimiento de la oposición a la legalidad de la asamblea.

## Intento de toma del Liceo de La Glorieta
El Intento de toma del Liceo de La Glorieta tuvo lugar entre el 23 y el 25 de noviembre de 2007. Ocurrió en las afueras de la ciudad de Sucre, en el Castillo de la Glorieta. Fue un episodio clave de la lucha contra la aprobación de la Constitución Política del Estado de Bolivia de 2009. Los sucesos concluirían con la aprobación de la nueva constitución política, la fallida toma del Liceo y el repliegue de la fuerza policial de Sucre a Potosí en las 48 horas posteriores. El saldo final fue de tres muertos, cerca de trescientos heridos y media docena de instalaciones policiales incendiadas.

## Referéndum de 2009
El referéndum constitucional de Bolivia de 2009 se realizó el 25 de enero de 2009 para ratificar la nueva Constitución tuvo una participación del 90,26% de los ciudadanos inscritos para participar, la más alta de todas las consultas electorales celebradas en el país.[cita requerida] La Constitución Política del Estado fue aprobada con 2.064.397 votos, correspondientes a un 61,43% del total. El "no" alcanzó 1.296.175 sufragios (es decir, un 38,57%). Por su parte, los votos en blanco sumaron 1,7% y los nulos, un 2.91%.

## Promulgación
La constitución resultó aprobada con un 61,43% de los votos, y fue promulgada por el presidente Evo Morales el 7 de febrero de 2009 en un multitudinario evento en la ciudad de El Alto. Tras firmar el documento. Morales dijo:

"En este día histórico proclamo promulgada la nueva constitución política del Estado boliviano, la vigencia del estado plurinacional unitario, social y, económicamente, el socialismo comunitario"
Evo Morales, presidente de Bolivia